# Магерешть
Магерешть, Магерешті (рум. Magherești) — село у повіті Горж в Румунії. Входить до складу комуни Сечелу.
Село розташоване на відстані 215 км на захід від Бухареста, 20 км на схід від Тиргу-Жіу, 88 км на північ від Крайови.

## Населення
За даними перепису населення 2002 року у селі проживали 435 осіб, усі — румуни. Усі жителі села рідною мовою назвали румунську.